# Vallée des Rois (Syrie)
Pour les articles homonymes, voir Vallée des rois (homonymie).
La vallée des Rois (en arabe : وادي الملوك / wādī al-mulūk) est une vallée dans le gouvernorat de Lattaquié, en Syrie.